# Kim Kwang-myong
Kim Kwang-myong (ur. 2004) – północnokoreański zapaśnik walczący w wolnym.
Wygrał wojskowe MŚ w 2024. Trzeci na mistrzostwach Azji U-23 w 2025 roku.